# قبالة كندي
قبالة كندي (بالإنجليزية: Qabaleh Kandi)‏ هي منطقة سكنية تقع في مقاطعة غرمي في إيران. يقدر عدد سكانها بـ 149 نسمة .